# Ácido melíssico
Ácido melíssico é o ácido graxo saturado linear com 30 átomos de carbono (representado por C30:0).